# Метковић
Метковић је град у Хрватској у Дубровачко-неретванској жупанији.

## Географија
Отвореност долине Неретве према Јадранском мору, сврстава Метковић у медитеранске градове са свим утицајима које медитерански цивилизацијски и климатски круг доноси.
Делта Неретве од Метковића до ушћа са сјевера и сјевероистока омеђена је огранцима Динарских планина, а с југа подградинско-сливањским брдима. На западу Делта је отворена мору и налази се под његовим сталним утицајем. У јесен се море полагано хлади, ослобађа топлоту и тиме продужује љето, а у прољеће је обрнуто, охлађено море спријечава загријавање ваздуха изнад копна. У горњем подручју Делта је отворена према продирању сувих вјетрова љети, а хладних зими и у прољеће. И ово је разлог стварању различитих микроклима, па у простору од Метковића скоро до Опузена зимске су температуре за један до два степена ниже, а што је одлучујуће да у том горњем дијелу теже успијевају агруми (зимско измрзавање). Љето је овдје дуго, топло и суво, а зима је блага и кишна.
Средња годишња температура износи 15,7 °C. Средње мјесечне и декадне температуре су позитивне. Најхладнији мјесеци су децембар, јануар и фебруар. Најхладнији период је према подацима опажања трећа декада јануара с 2,5 °C. Међутим, опажени су поједини дани с негативним температурама. У фебруару су забиљежене минималне температуре; 1947. г. чак -11 °C, а нешто се слично поновило и три пута: 1974, 1978. те 1985. што је врло опасно за суптропске културе као што су мандарине због смрзавања.
Најтоплије је у јулу и августу од задње декаде јуна до задње декаде августа. У августу скоро сваке године температура ваздуха досеже у појединим данима и до 35 °C, а 1946. и 2006. било је дана и са 40 °C. У јулу су забиљежени дани и до 35 °C. Мјесец јун је релативно хладнији, а у септембру се температуре могу забиљежити и до 35 °C. Годишња количина падавина у просјеку за цијелу Делту је око 1300 мм. У зимском раздобљу падне 65-75% годишње количине падавина. Углавном су то кише, а снијег је ријетка појава и кратко траје. Евидентан је проблем да кише падају када је најмање потребно вегетацији зато је интензивна пољопривреда зависна од љетњег наводњавања. Зими и у рано прољеће се могу појавити и мразеви као дио струјања хладног зрака због отворености према континенту и доста могу бити опасни пошто вегетација крене већ у рано прољеће.

## Историја
Метковић први пут се спомиње 1422. у дубровачким документима и било је мало погранично насеље под управом Млечана. На млетачким картама Метковић је први пут означен 1570, а веће значење добива послије потписивања Пожаревачког мира 1718. између Турске царевине и Млетачке републике. Тим миром, уређује се граница и Млеци напуштају своју тврђаву у Габели (1,5 km северно од Метковића) и уређују нову луку те границу у Метковићу у пределу који се зове Унка.

## Становништво
На попису становништва 2011. године, град Метковић је имао 16.788 становника, од чега у самом Метковићу 15.329.

### Град Метковић
| Број становника по пописима | Број становника по пописима | Број становника по пописима | Број становника по пописима | Број становника по пописима | Број становника по пописима | Број становника по пописима | Број становника по пописима | Број становника по пописима | Број становника по пописима | Број становника по пописима | Број становника по пописима | Број становника по пописима | Број становника по пописима | Број становника по пописима | Број становника по пописима |
| --------------------------- | --------------------------- | --------------------------- | --------------------------- | --------------------------- | --------------------------- | --------------------------- | --------------------------- | --------------------------- | --------------------------- | --------------------------- | --------------------------- | --------------------------- | --------------------------- | --------------------------- | --------------------------- |
| 1857.                       | 1869.                       | 1880.                       | 1890.                       | 1900.                       | 1910.                       | 1921.                       | 1931.                       | 1948.                       | 1953.                       | 1961.                       | 1971.                       | 1981.                       | 1991.                       | 2001.                       | 2011                        |
| 1.476                       | 1.694                       | 1.931                       | 2.230                       | 2.571                       | 3.014                       | 3.271                       | 3.941                       | 4.658                       | 5.301                       | 6.358                       | 8.810                       | 11.097                      | 13.370                      | 15.384                      | 16.788                      |

Напомена: Настао из старе општине Метковић. Од 1857. до 1981. део података садржан је у општини Кула Норинска, а у 1857, 1869, 1921. и 1931. у општини Зажабље.

### Метковић (насељено место)
| Број становника по пописима | Број становника по пописима | Број становника по пописима | Број становника по пописима | Број становника по пописима | Број становника по пописима | Број становника по пописима | Број становника по пописима | Број становника по пописима | Број становника по пописима | Број становника по пописима | Број становника по пописима | Број становника по пописима | Број становника по пописима | Број становника по пописима | Број становника по пописима |
| --------------------------- | --------------------------- | --------------------------- | --------------------------- | --------------------------- | --------------------------- | --------------------------- | --------------------------- | --------------------------- | --------------------------- | --------------------------- | --------------------------- | --------------------------- | --------------------------- | --------------------------- | --------------------------- |
| 1857.                       | 1869.                       | 1880.                       | 1890.                       | 1900.                       | 1910.                       | 1921.                       | 1931.                       | 1948.                       | 1953.                       | 1961.                       | 1971.                       | 1981.                       | 1991.                       | 2001.                       | 2011                        |
| 999                         | 1.143                       | 1.223                       | 1.386                       | 1.571                       | 1.848                       | 2.308                       | 2.888                       | 3.166                       | 3.712                       | 4.659                       | 7.272                       | 9.845                       | 12.026                      | 13.873                      | 15.329                      |

Напомена: У 1991. повећано за део подручја насеља Бијели Вир (општина Зажабље) и за делове насеља Вид, Видоње (општина Зажабље) и Крвавац II (општина Кула Норинска). За припојени део насеља Крвавац II део података садржан је у том насељу до 1981, док је за припојени део насеља Видоње (општина Зажабље) део података садржан у том насељу у 1857, 1869, 1921. и 1931. У 1981. том насељу је припојено насеље Дубравица које је 1991. опет постало самостално насеље. У 1857, 1869, 1921. и 1931. садржи податке за насеља Глушци и Дубравица.

### Попис 1991.
На попису становништва 1991. године, насељено место Метковић је имало 12.026 становника, следећег националног састава:
| Попис 1991.‍    | Попис 1991.‍  | Попис 1991.‍ | Попис 1991.‍ | Попис 1991.‍ |
| -------------- | ------------ | ----------- | ----------- | ----------- |
|                |              |             |             |             |
| Хрвати         | Хрвати       |             | 11.053      | 91,90%      |
| Срби           | Срби         |             | 484         | 4,02%       |
| Југословени    | Југословени  |             | 86          | 0,71%       |
| Муслимани      | Муслимани    |             | 65          | 0,54%       |
| Албанци        | Албанци      |             | 19          | 0,15%       |
| Црногорци      | Црногорци    |             | 16          | 0,13%       |
| Македонци      | Македонци    |             | 10          | 0,08%       |
| Словенци       | Словенци     |             | 9           | 0,07%       |
| Италијани      | Италијани    |             | 5           | 0,04%       |
| Чеси           | Чеси         |             | 3           | 0,02%       |
| Мађари         | Мађари       |             | 2           | 0,01%       |
| Немци          | Немци        |             | 2           | 0,01%       |
| Роми           | Роми         |             | 2           | 0,01%       |
| Јевреји        | Јевреји      |             | 1           | 0,00%       |
| Румуни         | Румуни       |             | 1           | 0,00%       |
| Русини         | Русини       |             | 1           | 0,00%       |
| Словаци        | Словаци      |             | 1           | 0,00%       |
| Украјинци      | Украјинци    |             | 1           | 0,00%       |
| остали         | остали       |             | 2           | 0,01%       |
| неопредељени   | неопредељени |             | 77          | 0,64%       |
| регион. опр.   | регион. опр. |             | 13          | 0,10%       |
| непознато      | непознато    |             | 173         | 1,43%       |
| укупно: 12.026 |              |             |             |             |

### Спорт
- НК Неретва Метковић
- РК Метковић